# Styckning (gris)

Brittiskt styckningsschema för gris

Amerikanskt styckningsschema för gris

Styckning av gris avser de olika styckningsdetaljerna som konsumeras som mat av människor. Hur grisen styckas varierar mellan olika länder. Det finns mellan fyra till sex huvudstyckningar som är stora detaljer av grisen som styckas först. Dessa säljs oftast till grossister. Detaljhandeln köper andra styckningsdetaljer som kan säljas som exempelvis fläskfilé eller skinka.